# Chestertown (Maryland)
Chestertown es un pueblo ubicado en el condado de Kent en el estado estadounidense de Maryland. Es la sede del condado. En el año 2010 tenía una población de 5252 habitantes y una densidad poblacional de 719,45 personas por km².

## Geografía
Chestertown se encuentra ubicado en las coordenadas 39°13′10″N 76°4′6″O / 39.21944, -76.06833.

## Demografía
Según la Oficina del Censo en 2000 los ingresos medios por hogar en la localidad eran de $31.530 y los ingresos medios por familia eran $40.960. Los hombres tenían unos ingresos medios de $27.283 frente a los $25.513 para las mujeres. La renta per cápita para la localidad era de $18.769. Alrededor del 18,5% de la población estaba por debajo del umbral de pobreza.